# Ficus pellucida
Ficus pellucida is een slakkensoort uit de familie van de Ficidae. De wetenschappelijke naam van de soort is voor het eerst geldig gepubliceerd in 1856 door Deshayes.